# Bandera del Real Astillero de Guarnizo
La Bandera del Real Astillero de Guarnizo es el premio de una competición anual de remo, concretamente de traineras, que en categoría masculina se celebra desde el año 1982 y en categoría femenina se disputa desde 2009, en aguas de El Astillero (Cantabria) organizada por la Sociedad Deportiva de Remo Astillero.

## Historia
La Bandera del Real Astillero de Guarnizo se estableció en 1982, siendo complementaria al Gran Premio de Astillero. En su primera edición la bandera se entregó al primer clasificado de Cantabria y ganador de la prueba, el club local (Astillero). En las sucesivas ediciones el trapo se entregó al club que lograba dos victorias en el Gran Premio de Astillero de manera consecutiva, hecho que se dio en seis ocasiones hasta el año 2003. A partir de dicha temporada, la regata quedó encuadrada en las ligas ACT o ARC y vinculada con el Gran Premio de Astillero.
Esta regata es puntuable bien para la Liga ACT (temporadas 2003 a 2005 y 2010 a 2016), o bien para la Liga ARC (temporadas 2008 a 2009 y de 2018 a 2024) en función de en cuál de ellas militase la Sociedad Deportiva de Remo Astillero, ya que tanto la Liga ACT como la Liga ARC exigen a los clubes que participan en dichas competiciones la organización de al menos una regata.
En la temporada 2009, se disputó la primera regata femenina y hubo que esperar hasta la temporada 2023 para la disputa de la segunda edición femenina, ya formando parte de la Liga ETE.
La boya de salida y meta se sitúa en el puente de la carretera CA-141, que une El Astillero con Pontejos, con la única calle dispuesta en dirección norte hasta las cercanías de las instalaciones Equipos Nucleares, en la Punta de las Palomas. La prueba se realiza por el sistema de contrarreloj. En categoría masculina, se reman cuatro largos y tres ciabogas con un recorrido de 3 millas náuticas que equivalen a 5556 metros;  en categoría femenina se bogan dos largos y una ciaboga lo que supone un recorrido de 1.5 millas náuticas que equivalen a 2778 metros.

## Categoría masculina

### Historial
| Edición | Año       | Ganador             | Segundo                   | Tercero                   |                           |
| ------- | --------- | ------------------- | ------------------------- | ------------------------- | ------------------------- |
| I       | 1982      | Astillero           | solo se premió al ganador | solo se premió al ganador | solo se premió al ganador |
| II      | 1983-1984 | Orio                | solo se premió al ganador | solo se premió al ganador | solo se premió al ganador |
| III     | 1985-1986 | Pasajes de San Juan | solo se premió al ganador | solo se premió al ganador | solo se premió al ganador |
| IV      | 1987-1988 | Zumaia              | solo se premió al ganador | solo se premió al ganador | solo se premió al ganador |
| V       | 1989-1990 | Pasajes de San Juan | solo se premió al ganador | solo se premió al ganador | solo se premió al ganador |
| VI      | 1994-1995 | Castropol           | solo se premió al ganador | solo se premió al ganador | solo se premió al ganador |
| VII     | 1998-1999 | Astillero           | solo se premió al ganador | solo se premió al ganador | solo se premió al ganador |
|         |           |                     |                           |                           |                           |
| VIII    | 2003      | Mecos               | Orio                      | Pasajes de San Juan       |                           |
| IX      | 2004      | Astillero           | Castro                    | Urdaibai                  |                           |
| X       | 2005      | Astillero           | Hondarribia               | Castro                    |                           |
|         | 2006-2007 | no disputadas       | no disputadas             | no disputadas             |                           |
| XI      | 2008      | Astillero           | Orio B                    | Getxo                     |                           |
| XII     | 2009      | Astillero           | Santurtzi                 | Pasajes de San Juan       |                           |
| XIII    | 2010      | Urdaibai            | Orio                      | Castro                    |                           |
|         | 2011      | no disputada        | no disputada              | no disputada              |                           |
| XIV     | 2012      | Kaiku               | Pasajes de San Juan       | Urdaibai                  |                           |
|         | 2013-2015 | no disputadas       | no disputadas             | no disputadas             |                           |
| XV      | 2016      | Hondarribia         | Urdaibai                  | Kaiku                     |                           |
|         | 2017      | no disputada        | no disputada              | no disputada              |                           |
| XVI     | 2018      | Astillero           | Lekittarra                | Zarautz                   |                           |
|         | 2019-2020 | no disputadas       | no disputadas             | no disputadas             |                           |
| XVII    | 2021      | Kaiku               | Pedreña                   | Getaria                   |                           |
| XVIII   | 2022      | Lapurdi             | Portugalete               | Hibaika                   |                           |
| XIX     | 2023      | Orio B              | Donostiarra B             | Portugalete               |                           |
| XX      | 2024      | Astillero           | Donostiarra B             | Hibaika                   |                           |

### Palmarés
| Victorias | Club                | Años                                                |
| --------- | ------------------- | --------------------------------------------------- |
| 8         | Astillero           | 1982, 1998-1999, 2004, 2005, 2008, 2009, 2018, 2024 |
| 2         | Orio                | 1983-1984, 2023                                     |
| 2         | Pasajes de San Juan | 1985-1986, 1989-1990                                |
| 2         | Kaiku               | 2012, 2021                                          |
| 1         | Zumaia              | 1987-1988                                           |
| 1         | Castropol           | 1994-1995                                           |
| 1         | Mecos               | 2003                                                |
| 1         | Urdaibai            | 2010                                                |
| 1         | Hondarribia         | 2016                                                |
| 1         | Lapurdi             | 2022                                                |

## Cateogría femenina

### Historial
| Edición | Año       | Ganadora      | Segunda        | Tercera            |
| ------- | --------- | ------------- | -------------- | ------------------ |
| I       | 2009      | Astillero     | Getaria-Tolosa | Selección Vizcaína |
|         | 2010-2022 | no disputadas | no disputadas  | no disputadas      |
| II      | 2023      | Zarautz       | Zumaia         | Kaiku              |
| III     | 2024      | Zumaia        | Astillero      | Kaiku              |

### Palmarés
| Victorias | Club      | Años |
| --------- | --------- | ---- |
| 1         | Astillero | 2009 |
| 1         | Zarautz   | 2023 |
| 1         | Zumaia    | 2024 |